# Гук (дворянский род)
Гук (нем. Hueck, Huc или Huek, Hook) — русский дворянский род.

## Происхождение и история рода
Герман Гук был купцом и сенатором г. Дортмунда в 1525 г. Его праправнук Иост Гук († в 1648 г.) переселился в Ревель, где потомки его были старшинами большой гильдии. Адам Иоанн Гук (1702—1764) в 1729 г. получил русское дворянское достоинство.
Одна из ветвей этого рода внесена во II и III части родословной книги Ковенской, Малороссийской и С.-Петербургской губерний.

## Описание герба
На серебряном щите зеленая ветвь с шестью продолговатыми листьями. Щит украшен дворянским шлемом и бурлетом зеленого и серебряного цветов, над коим ветвь о трёх листьях. Намёт на щите серебряный, подложенный зелёным.

## Известные представители
- Гук, Александр Фридрих (1802—1842) — российский врач, анатом и офтальмолог, профессор Дерптского университета.